# Munteni (Galați)
Munteni è un comune della Romania di 7 272 abitanti, ubicato nel distretto di Galați, nella regione storica della Moldavia.
Il comune è formato dall'unione di 4 villaggi: Frunzeasca, Munteni, Țigănești, Ungureni.